# Puyehue (volcà)
El Puyehue és un volcà de Xile situat dins la serralada dels Andes. Veí d'un altre volcà, el Cordón Caulle, presenta la foma d'un estratovolcà culminant a 2.236 metres d'altitud i coronat per una caldera.
Tot i que no erupcionava des de feia més de mil anys, el 4 de juny del 2011 va tenir lloc la primera erupció volcànica registrada del Puyehue, obligant a l'evacuació de més de 3.500 persones i a la cancel·lació de vols a nombrosos països de l'hemisferi sud que han estat afectats pel núvol cendra volcànica.